# Гезахегне Абера
Гезахегне Абера (амх. ገዛሄኘ አበራ; 23 апреля 1978) — эфиопский марафонец, олимпийский чемпион 2000 года.

## Спортивная карьера
Впервые заявил о себе на международной арене в 1999 году, когда занял четвёртое место на престижном Лос-Анджелесском марафоне, где проиграл только троим очень сильным кенийцам. В том же году стал победителем Фукуокского марафона с результатом 2:07.54. В 2000 году стал самым молодым в истории чемпионом Олимпийских игр на марафонской дистанции. В 2001 году стал чемпионом мира в марафоне. В 2003 году выиграл Лондонский марафон с результатом 2:07.56. Пропустил олимпийские игры в Афинах из-за травмы.

## Семья
Его супруга Элфенеш Алему также известная легкоатлетка, его племянница Тики Гелана — олимпийская чемпионка 2012 года в марафоне.